# Хомськ
Хомськ (біл. Хомск, пол. Chomsk) — агромістечко в Дорогичинському районі Берестейської області Білорусі. Центр Хомської сільської ради.

## Історія
Перша письмова згадка датується 1518 роком.
У 1551—1552 поселення отримало статус містечка.
Станом на 1885 рік у колишньому власницькому містечку, центрі Хомської волості Кобринського повіту Гродненської губернії мешкало 1003 особи, налічувалось 65 дворових господарств, православна церква, 3 синагоги, 15 лавок, 3 трактири, 6 постоялих будинків, ярмарки, базар, 4 водяних млини.
За переписом 1897 року кількість мешканців зросла до 2143 осіб (1071 чоловічої статі та 1072 — жіночої), з яких 959 — православної віри, 1273 — юдейської.

## Населення
За даними перепису населення Білорусі 2009 року чисельність населення села становила 1071 особу.

## Господарка
1997 року в селі створене спільне білорусько-російське підприємство з виробництва мінеральної води «Фрост».